# Isla Las Huichas
Las Huichas es una isla de Chile que se ubica en la comuna de Aysén, Región de Aysén. La isla pertenece al archipiélago de Islas Huichas, ubicado en el canal Moraleda, entre el canal Puyuhuapi y la boca del fiordo de Aysén. En su litoral sur se encuentran ubicados los pueblos de Puerto Aguirre, Estero Copa y Caleta Andrade, que conforman una pequeña conurbación que comparte una costa de menos de 3 km lineales de largo. La isla tiene una población, al año 2017, de 838 personas.

## Descripción
Los habitantes de Las Huichas se dedican prioritariamente a la pesca artesanal y la salmonicultura, y, secundariamente, al turismo. La isla cuenta con embarcaderos y muelles en Puerto Aguirre y Caleta Andrade, además del Aeródromo Caleta Andrade, próximo a la localidad del mismo nombre. Los tres pueblos de la isla se encuentran unidos por la ruta X-566.
La isla es boscosa, lluviosa y de suelo rocoso. Su forma irregular se puede resumir como la de dos penínsulas de tamaño y forma relativamente similar (al E y O), unidas por un istmo ubicado en el medio, en Estero Copa. La isla tiene un ancho máximo de 2,7 km. (E-O) y un largo de 2,9 km (N-S).
Se encuentra rodeada de numerosas islas, islotes y accidentes geográficos de la desmembrada geografía costera de la zona, moldeada por procesos volcánicos y de glaciación, geológicamente recientes. Al N de Las Huichas están las islas Julián y Larenas; al NE, isla Hilda e isla Luchín; al E, el islote Precaución (que cuenta con señalización marítima) e isla Ester (separada de Las Huichas por el canal Ferronave); al SE, isla Andruche y seno Elisa; al S, isla Vergara, Punta Quintana e islote Boina (señalizado); al SO, isla Viel; al O, isla Rojas, islote El Morro (señalizado), canal Moraleda e isla Melchor; al NO, isla Germain e isla Auchile.

## Medios de comunicación
En Islas Huichas (Puerto Aguirre, Estero Copa y Caleta Andrade) solo existen tres radios que emiten señal, también se pueden ver a través de Televisión abierta los cuatro canales principales del País (3 de ellos en TV digital a partir de 2024).

### Radioemisoras
- 88.5 MHz - Radio Nahuel (local, Puerto Aysén e Isla de Chiloé)
- 89.3 MHz - Radio Al Sur (local, Puerto Aysén e Isla de Chiloé)

- 96.5 MHz - Brisas del Sur
- 106.5 MHz - FM del Mar

### Televisión
- 7 - TVN
- 9 - Mega
- 11 - Chilevision
- 13 - Canal 13

#### TDT (a partir de 2024)
- 7.1 - TVN HD
- 7.2 - NTV
- 7.31 - TVN One Seg
- 11.1 - Chilevisión HD
- 11.2 - UChile TV
- 11.31 - Chilevisión One Seg
- 13.1 - Canal 13 HD
- 13.2 - T13 En Vivo
- 13.31 - Canal 13 One Seg

También se encuentra asignada esta señal, pero sin embargo, es posible que el canal pueda renunciar su concesión de televisión como lo que ha ocurrido en otras ciudades del país 
- 9.1 - Mega
- 9.2 - Mega 2
- 9.31 - Mega One Seg